# Horte von Spillings

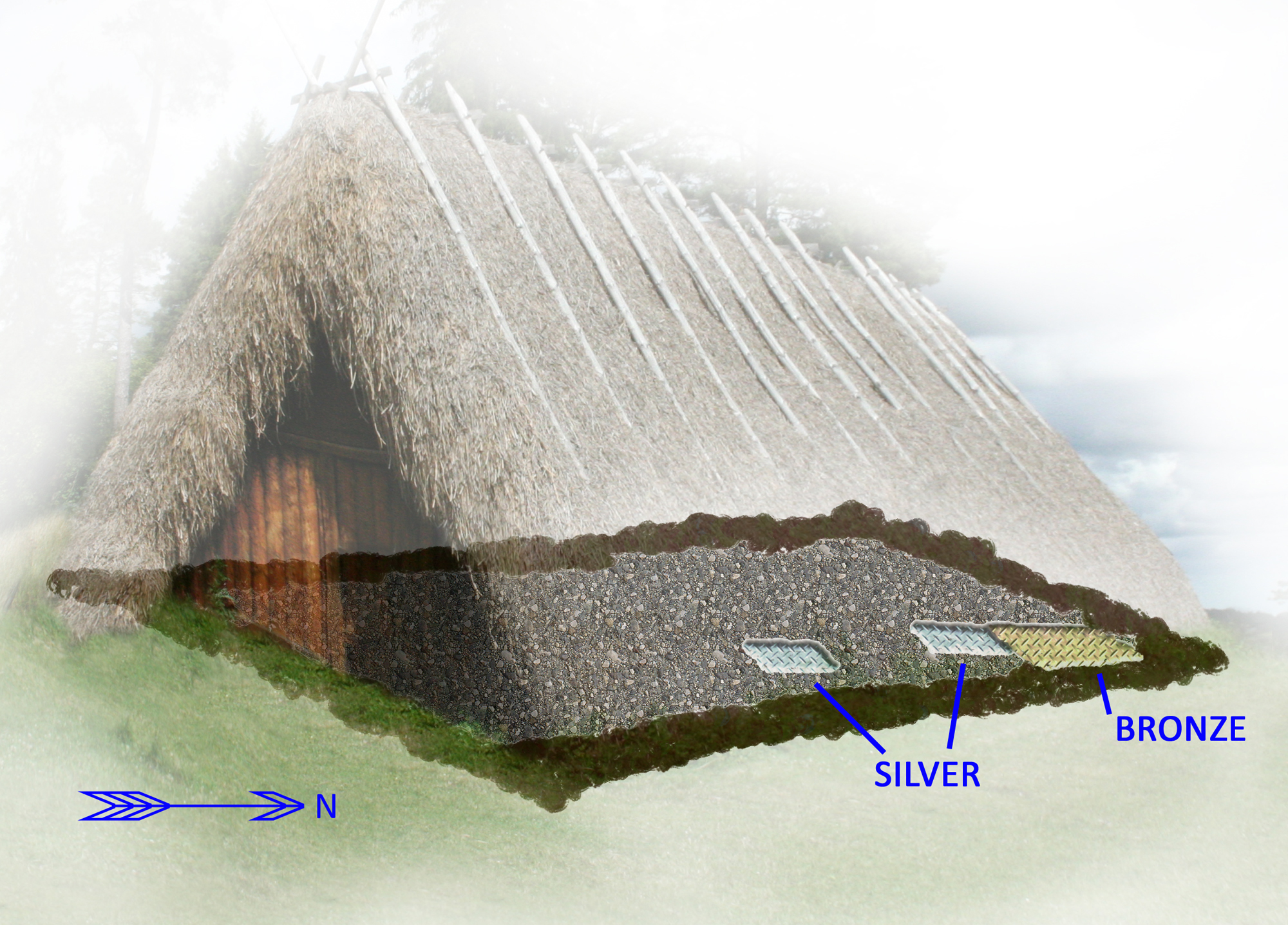
Lage der Horte 1–3

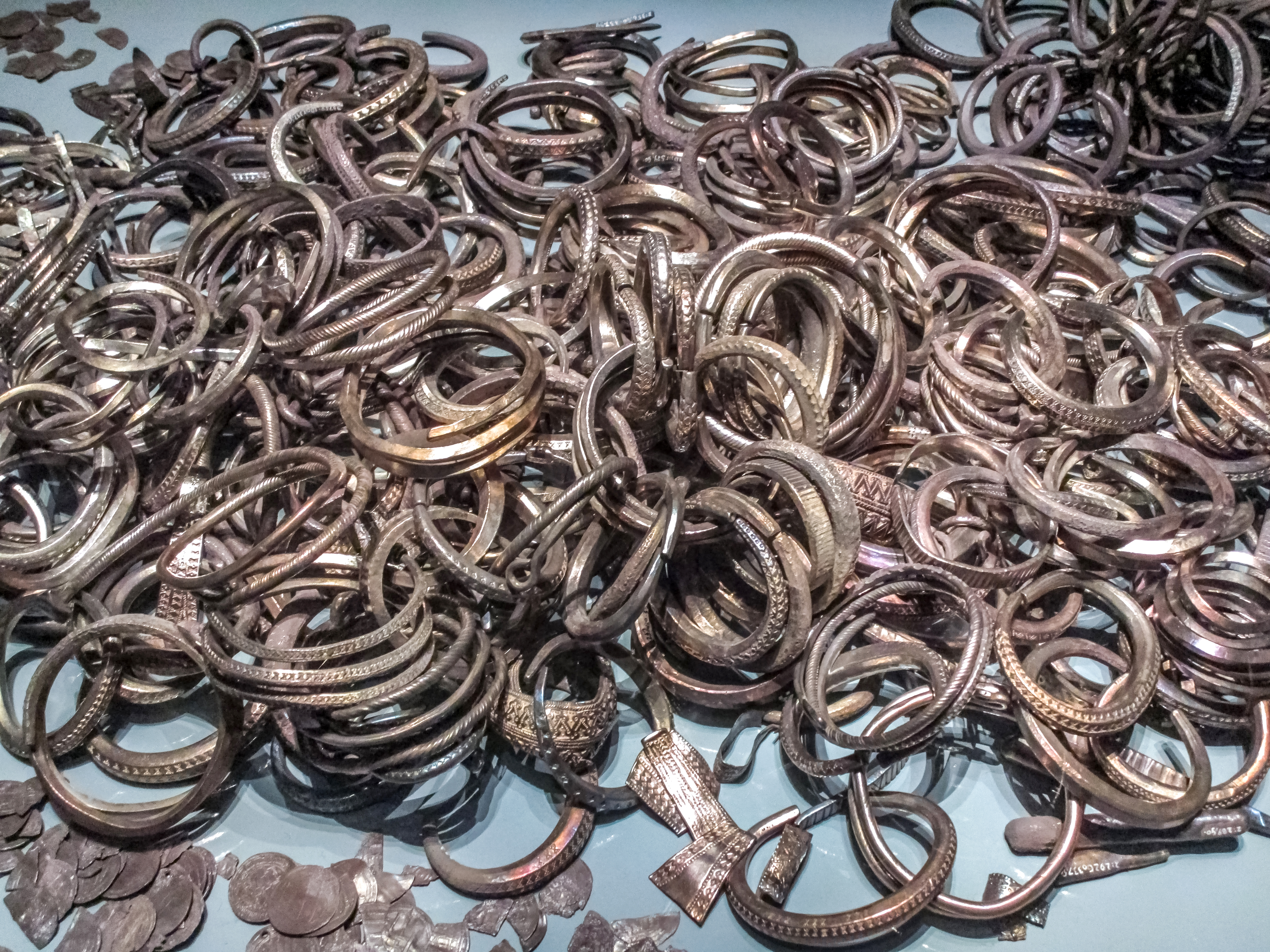
Silberhort

Die eng benachbarten Horte von Spillings (schwedisch Spillingsskatten – Spillingsschatz) wurden im Sommer 1999 auf einem Acker nördlich des Weilers Spillings bei Slite im Norden der schwedischen Insel Gotland entdeckt. Der Fundort liegt im Gebiet des Bogeviken, eines heute teilweise verlandeten, etwa drei Kilometer weiten Naturhafens der Wikingerzeit (Fundort).
Während der Wikingerzeit, 800 bis 1150, wurden auf der Insel aus mehr als 700 Silberschätze deponiert, darunter rund 180.000 Münzen. Auf dem gesamten schwedischen Festland, das damals die zehnfache Bevölkerung hatte, wurden in Horten nur 80.000 Münzen gefunden.
Zwei der Horte enthielten Silber, der dritte Bronzegegenstände. Zusammen stellen sie den reichsten der beinahe 800 in historischer Zeit auf Gotland gemachten Hortfunde aus der Wikingerzeit dar. Die Horte lagen auf einer Linie hintereinander. Der Abstand zwischen Hort 1 und Hort 2 betrug drei Meter, der zwischen Hort 2 und Hort 3 anderthalb Meter. Alle Horte befanden sich ursprünglich in einem größeren Gebäude, dessen Reste bei weiteren Untersuchungen entdeckt wurden. Knapp 60 % der Funde sind Armreifen oder Teile davon. Sie wiegen zumeist um die hundert Gramm und sind  teilweise sehr fein im gotländischen Stil verziert. Nie wurden so viele Silberarmreifen gefunden.
Der Schatzfund wird im Museum Gotlands Fornsal in Visby ausgestellt.

## Hort 1

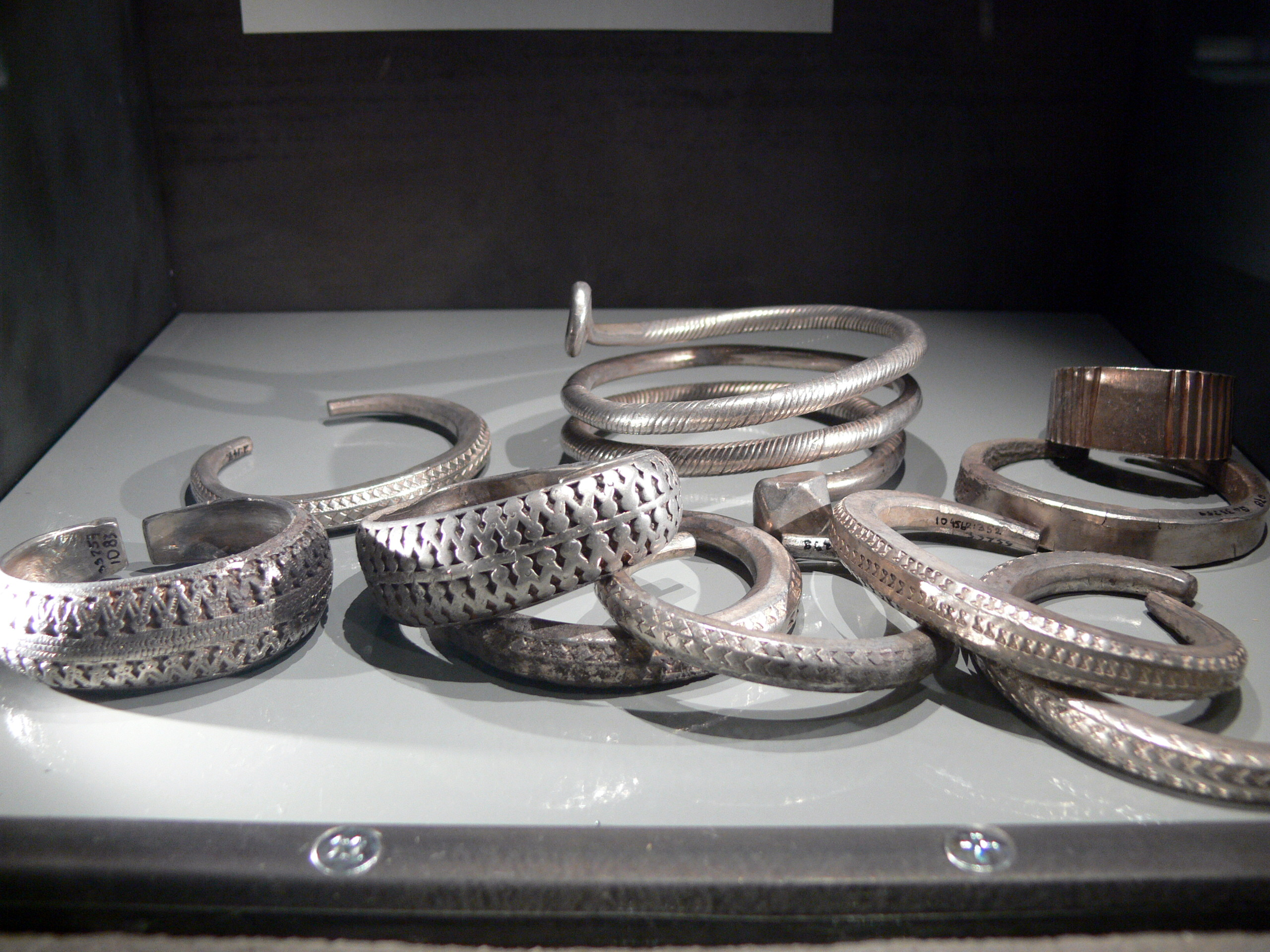
Teile des Silberschatzes

Hort 1 enthielt 3000 bis 4000 stark verklebte arabische Silbermünzen (Dirhems oder Dirhams), zahlreiche Silbergegenstände und fragmentarische Armringe, so genanntes Bruchsilber, welches gewogen als Zahlungsmittel (englisch Ringmoney) verwendet wurde. Der Hort ist infolge chemischer Zersetzung schlecht erhalten; er umfasst etwa 25 kg Silber.

## Hort 2
Hort 2 enthielt 342 Armringe und -bänder, 20 Fingerringe, 20 Silberbarren und über 14.000 Silbermünzen aus dem 7. bis 9. Jahrhundert, mehrheitlich arabischer Prägung. Die jüngsten entsprechen dem Prägejahr 866/867, wodurch sich der Hort auf das Ende des 9. Jahrhunderts, nach dem Ende der Sassanidenzeit, aus der einige frühe Münzen stammen, datieren lässt. Erst der im späten Ottomanischen Reich (ab 1299 n. Chr.) benutzte Standard-Dirhem (درهم), der ein Gewicht von 3,207 g hatte, war eine feste Währung. Unter den Münzfragmenten stammen drei aus der Prägung von etwa 820 bis 825 in Haithabu. Der Hort besteht aus über 40 kg Silber.

## Hort 3
Während auf Gotland fast 800 Silberhorte entdeckt wurden, war der Bronzehort erst der fünfte der Insel. In einer Holzkiste mit Eisenschlössern lagen etwa 20 kg Bronzematerial in fragmentarischer oder angeschmolzener Form. Es handelte sich um Gewandnadeln, Arm- und Halsringe und Beschläge, zumeist baltischer Herkunft. Dies führte zu der Vermutung, dass die Bronze zur Weiterverarbeitung bestimmt war.

Horte von Spillings
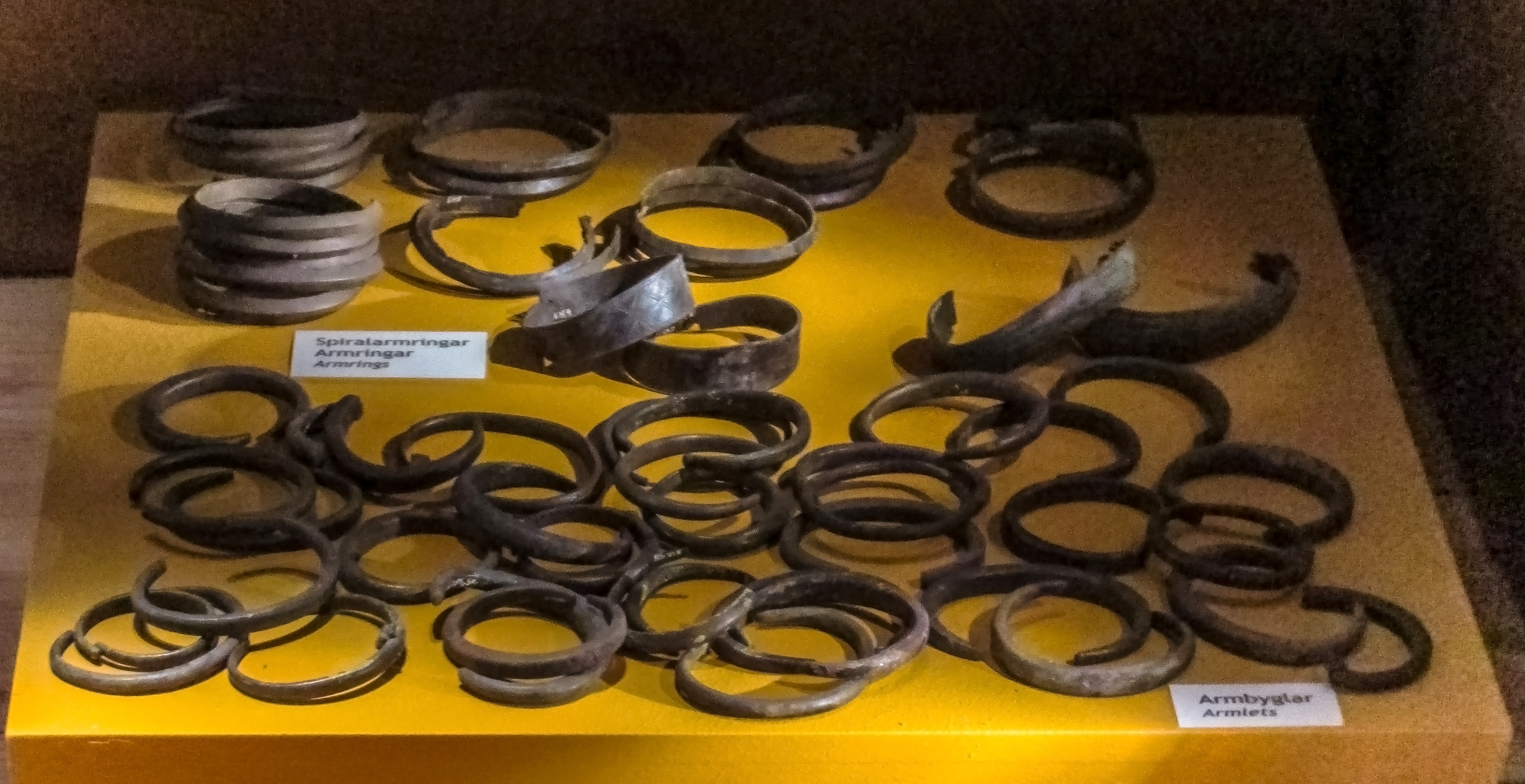
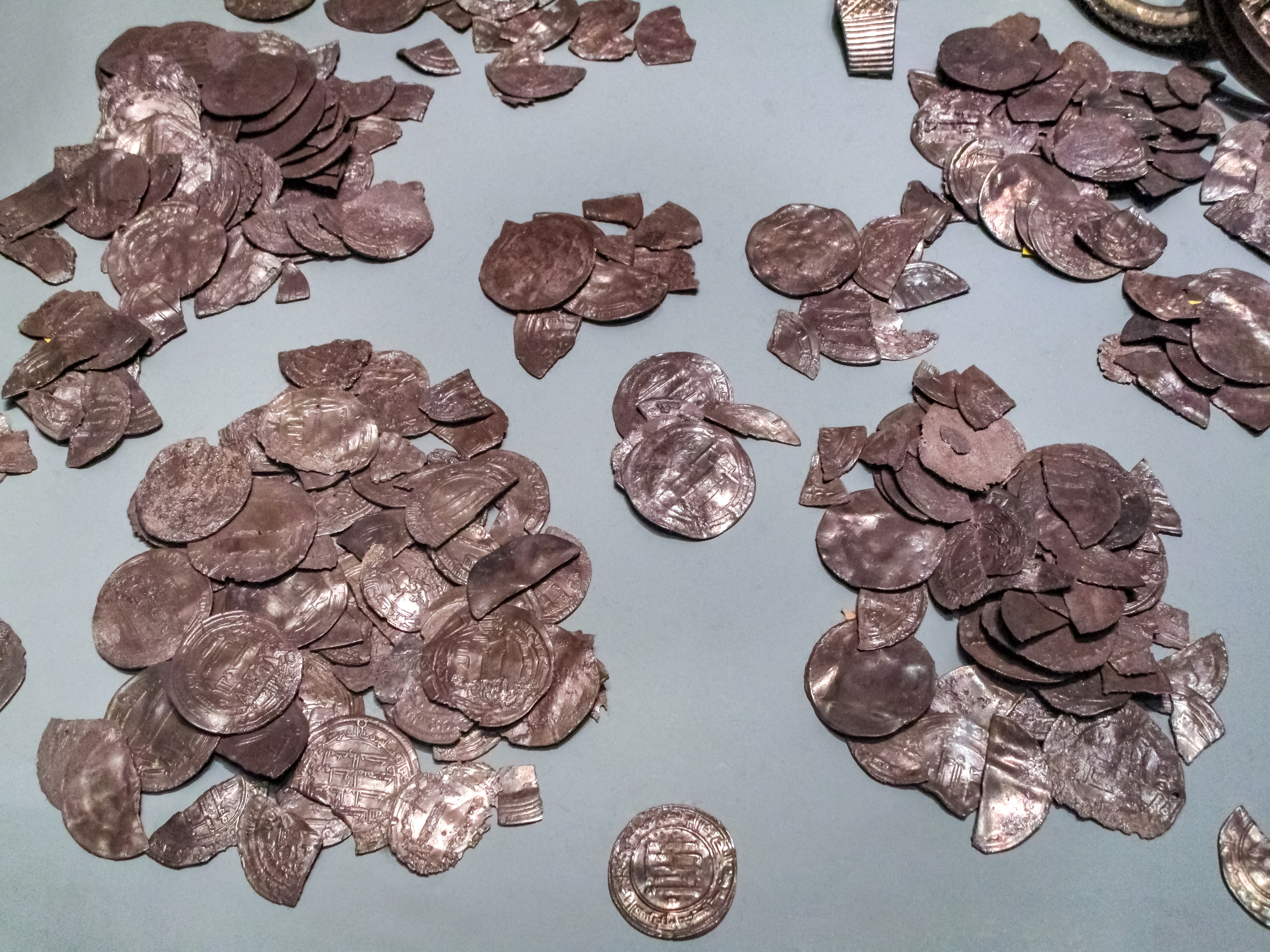
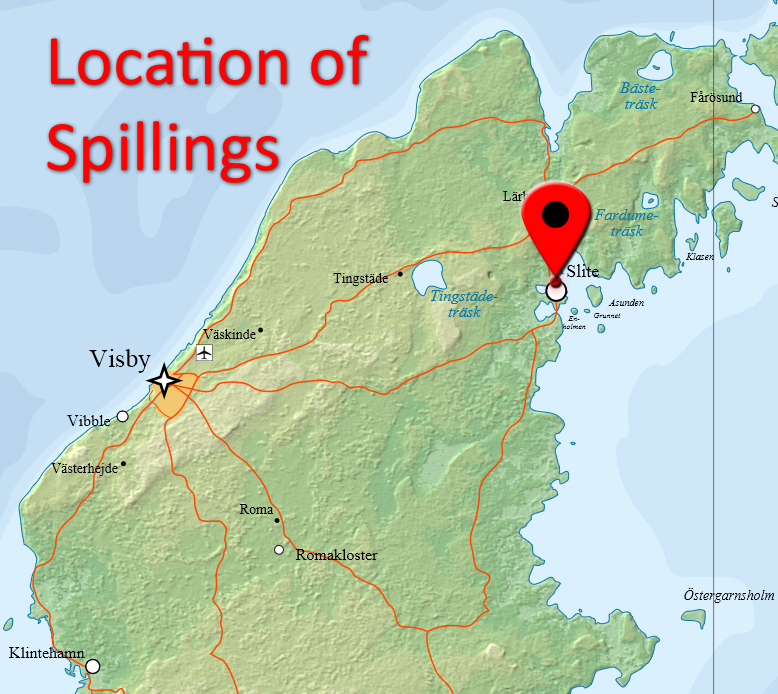
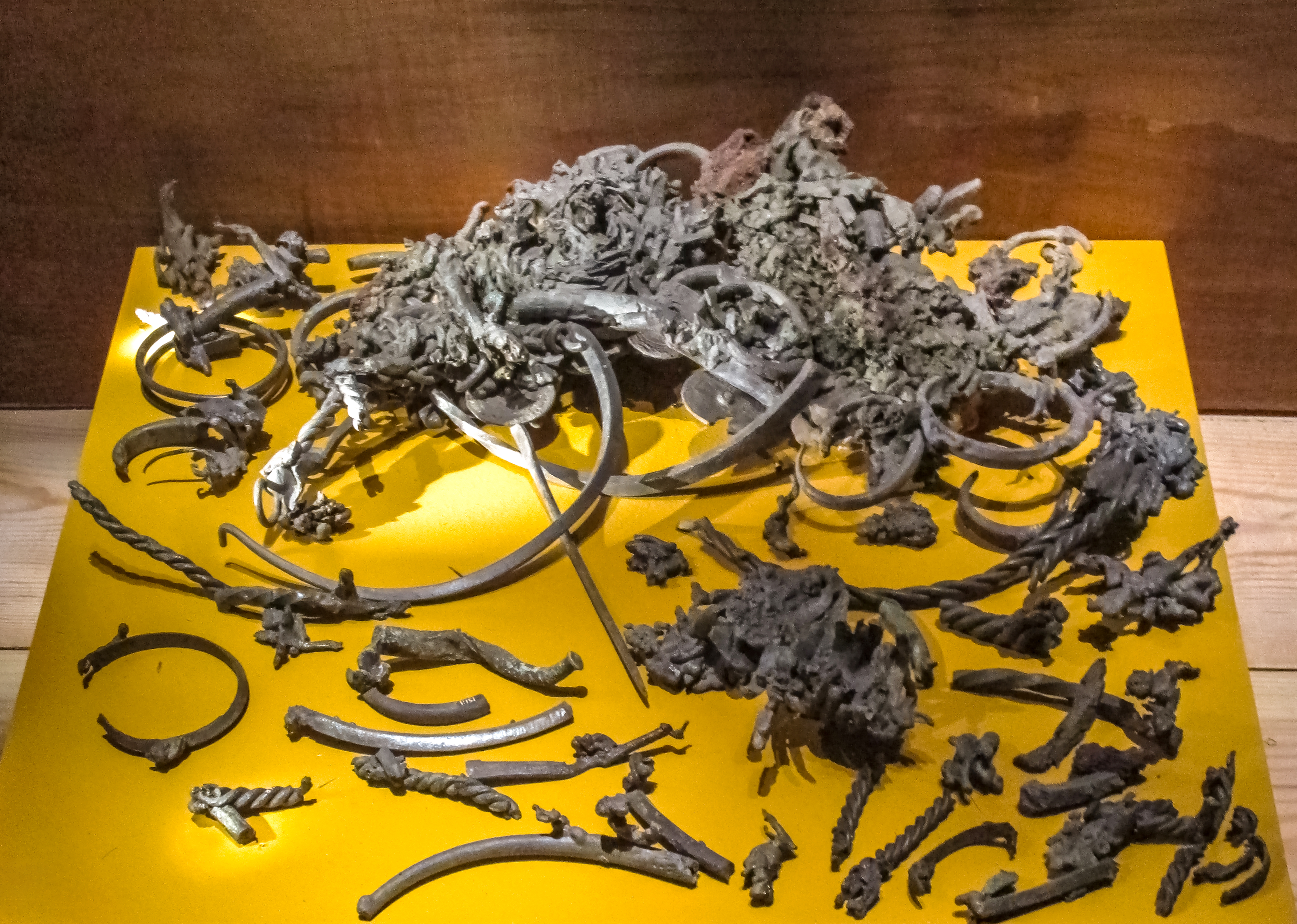
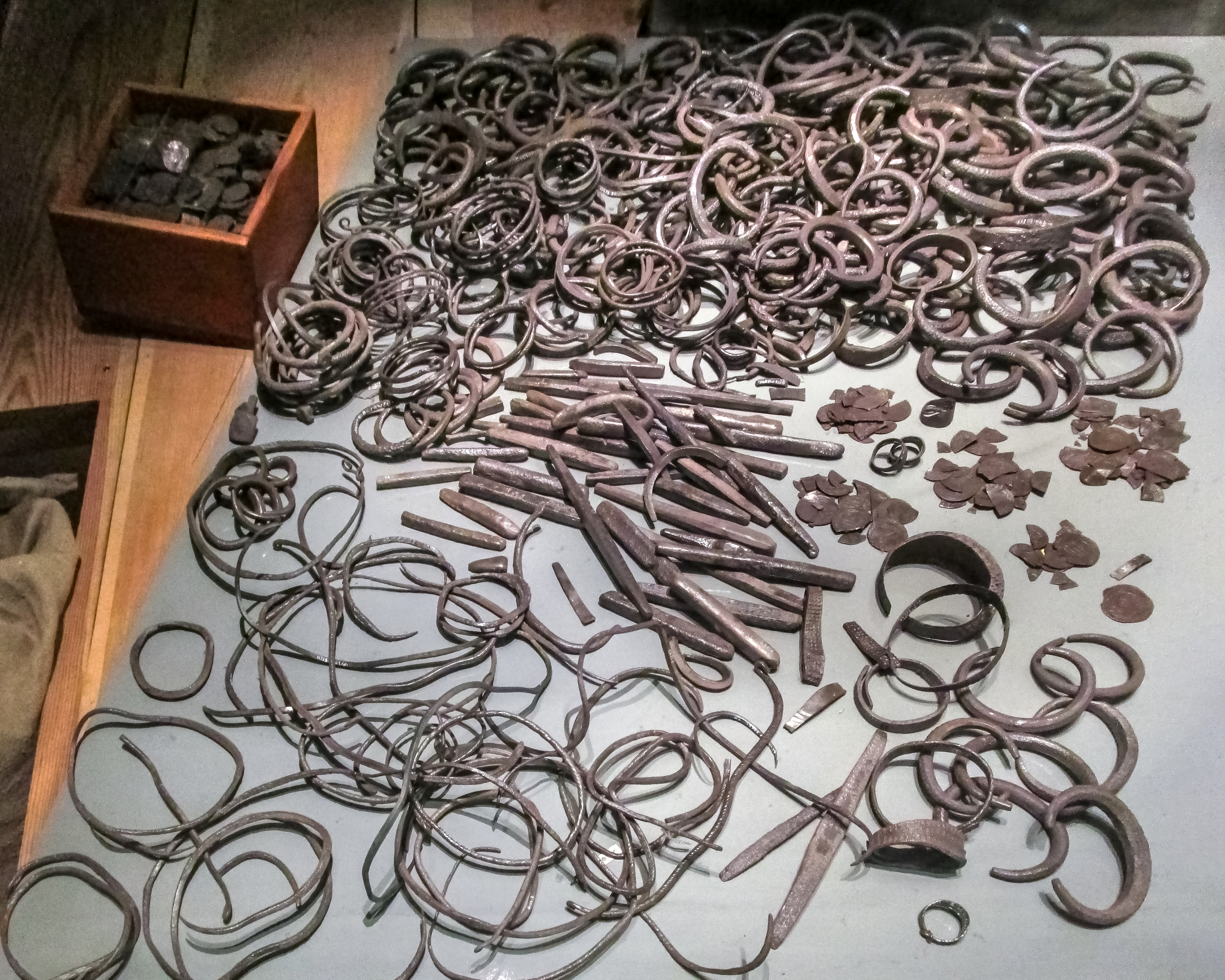